# (23405) Nisyros
(23405) Nisyros ist ein Asteroid des Hauptgürtels, der am 19. September 1973 von den niederländischen Astronomen Cornelis van Houten, Ingrid van Houten-Groeneveld und Tom Gehrels am Palomar-Observatorium (IAU-Code 675) in Kalifornien entdeckt wurde.
Der Asteroid ist nach der griechischen Insel Nisyros in der Südlichen Ägäis benannt, die vulkanischen Ursprungs ist. Der letzte große Ausbruch fand im Jahr 1888 statt.